# Kirche Pensin

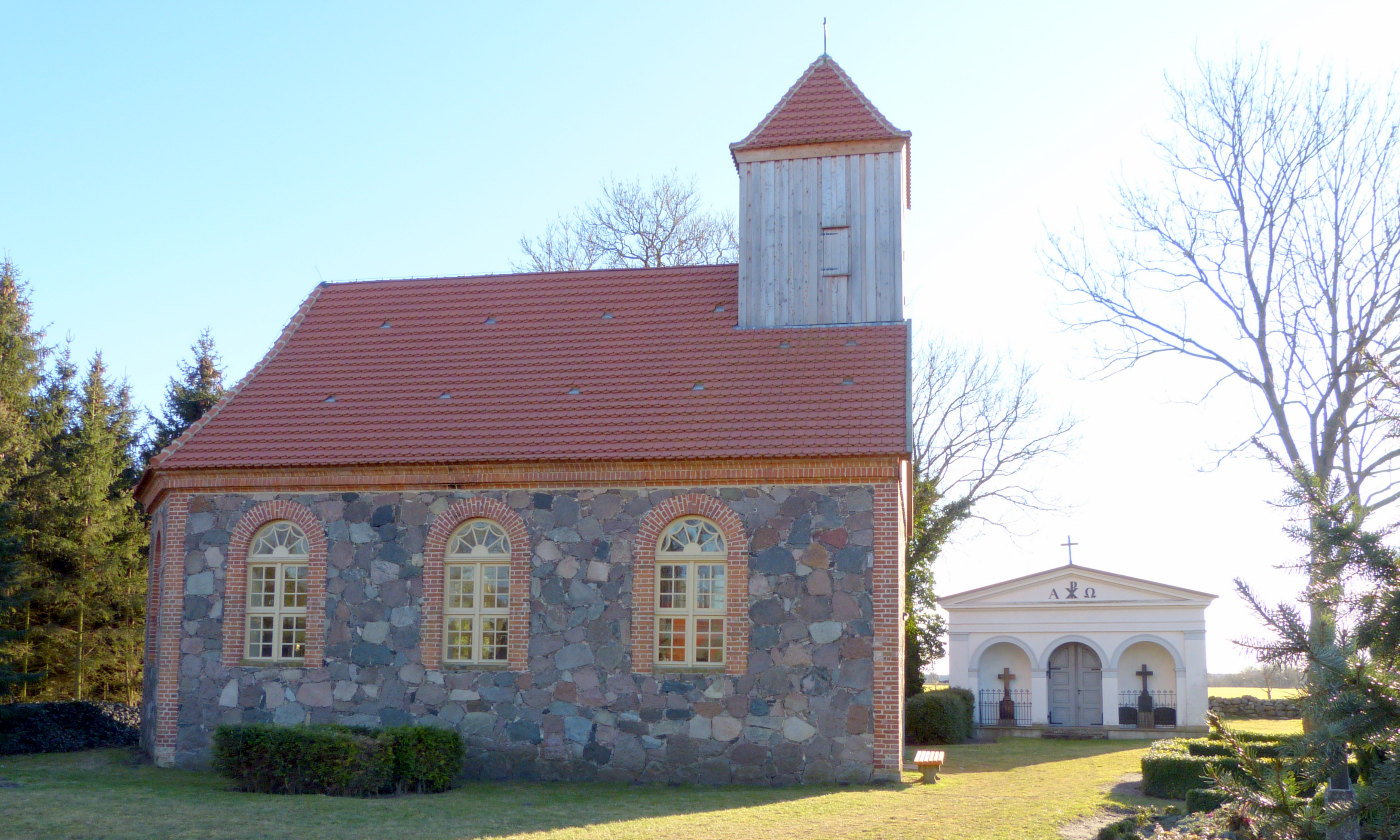
Kirche Pensin

Die Kirche Pensin ist ein Kirchengebäude im Ortsteil Pensin der Gemeinde Kletzin im Landkreis Mecklenburgische Seenplatte. Sie gehört zur evangelischen Kirchengemeinde Demmin im Pommerschen Evangelischen Kirchenkreis.
Die Kirche wurde Anfang des 19. Jahrhunderts auf rechteckigem Grundriss aus Feldstein errichtet. Die architektonischen Details von Fenstern, Türen und Gesimsen wurden aus Backstein gefertigt. Der westliche Fachwerkgiebel mit dem Dachturm wurde mit Brettern verblendet. Der Kanzelaltar stammt aus der Erbauungszeit der Kirche. Die Glocke wurde 1847 von F. Schünemann in Demmin gegossen. 2005 erhielt die Kirche eine Einmanualorgel des Orgelbauers Friedrich Löbling (Erfurt), die sich vorher in der Taufkapelle der Demminer St.-Bartholomaei-Kirche befand.
Südwestlich der Kirche befindet sich ein Mausoleum.